# ル・マンFC
ル・マン・フットボール・クルブ（Le Mans Football Club（フランス語発音: [ləmɑ̃]）は、フランス・ル・マンに本拠地を置くサッカークラブチーム。旧称はル・マンUC72 (Le Mans Union Club 72) 。

## 歴史

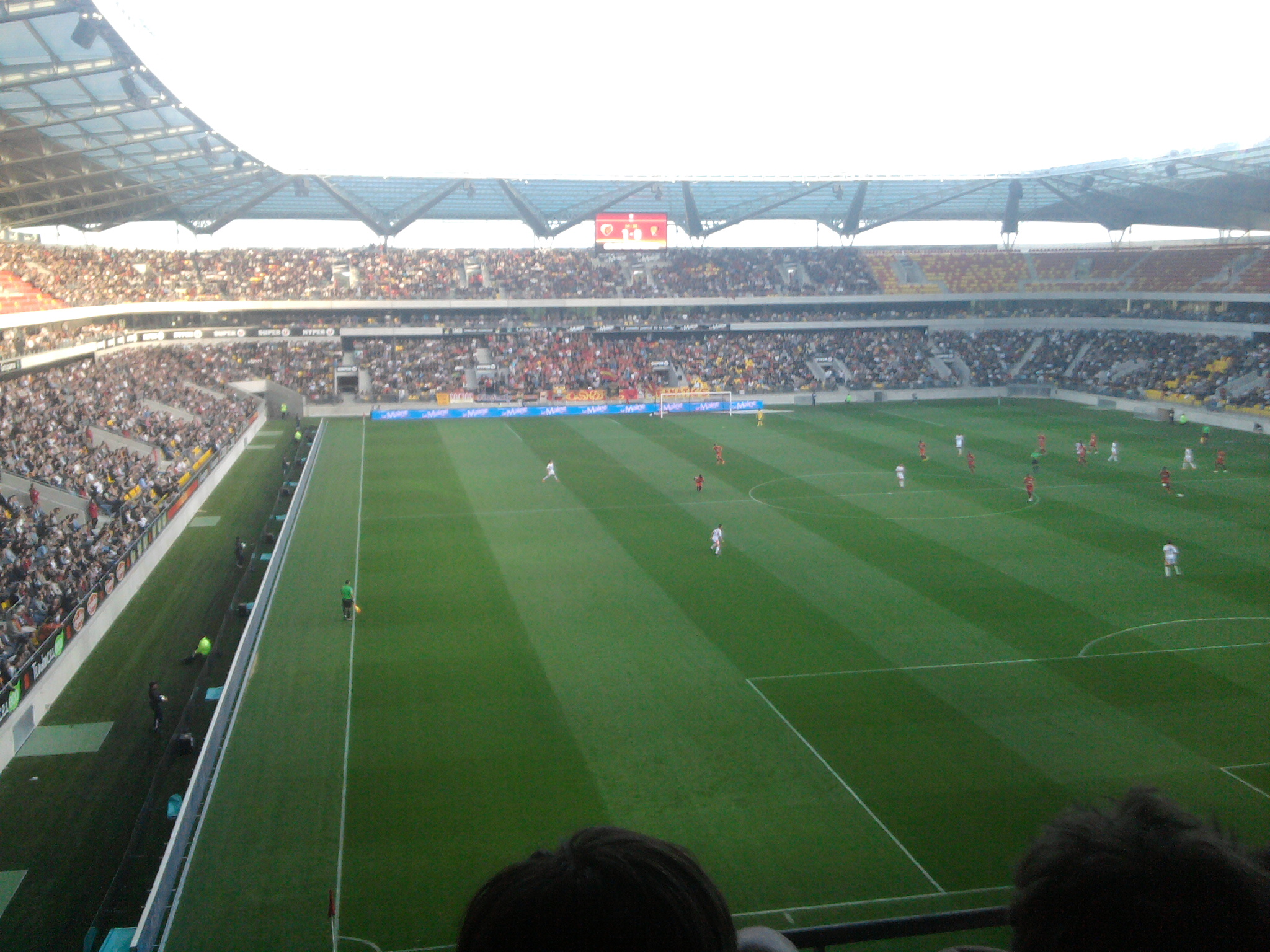
MMアレーナ

クラブの母体であるル・マンスポーツクラブは1889年に創立されたが、クラブチーム・USルマン（l'Union Sportive du Mans）が出来たのは1902年であった。現在のクラブはそのUSルマンとSOメンヌ（le Stade Olympique du Maine）と言う二つのクラブが統合して1985年に創設されたため、チームとしての歴史はまだ浅い。
1999-2000シーズンにフランスカップでベスト4まで勝ち残るなど、2部所属のクラブとして力を蓄え、2003-04シーズンに1部へ初昇格。しかしながら、シーズンを19位で終え、わずか1年で降格した。2004-05シーズンのスタートダッシュにも失敗し、再昇格への先行きが危ぶまれたが、シーズン途中から監督に就任したフレデリック・アンツの指揮もありシーズンを2位で終え、1部に復帰した。2005-06シーズンは一時2位に付けただけでなく、そのサッカーの内容も高く評価され、ル・マン旋風を巻き起こした(最終的には11位で終了)。
2010年、クラブ改革の一環として、チーム名を現在のものへと変更。また、翌年1月には新スタジアムの完成に伴い、スタッド・レオン・ボレから25,064人収容のMMアレーナをメインスタジアムとしている。
2011-12シーズンにリーグ・アンから降格。さらに翌2012-13シーズンも成績不振によりリーグ・ドゥの自動降格となる19位で終えると、財政難を理由にメーヌ地域リーグ・Division d'Honneur（6部）にまで降格することが決定した。
優秀と目される（主力選手が他チームに移籍しても、その穴をユース出身者が埋めることが少なくない）ユース組織共々、今後の躍進が期待される。実際に、若手が多くを占めるチーム構成に特徴がある。
2004年から4シーズンに渡り松井大輔が所属。1部への昇格に貢献したことや、その美しいプレーからファンの間で「le soleil du Mans」（ル・マンの太陽）と呼ばれた。
2018-19シーズン、ガゼレク・アジャクシオとの昇格プレーオフを制してリーグ・ドゥに復帰した。

## タイトル

### 国内タイトル
- Division d'Honneur Ouest: 1961, 1965
- Division d'Honneur Maine: 2014
- クープ・ガンバルデッラ: 2004

### 国際タイトル
- なし

## 過去の成績
| シーズン | ディビジョン                         | ディビジョン | ディビジョン | ディビジョン | ディビジョン | ディビジョン | ディビジョン | ディビジョン | ディビジョン | クープ・ドゥ・フランス | クープ・ドゥ・ラ・リーグ |
| シーズン | リーグ                               | 試           | 勝           | 分           | 敗           | 得           | 失           | 点           | 順位         | クープ・ドゥ・フランス | クープ・ドゥ・ラ・リーグ |
| -------- | ------------------------------------ | ------------ | ------------ | ------------ | ------------ | ------------ | ------------ | ------------ | ------------ | ---------------------- | ------------------------ |
| 2002-03  | リーグ・ドゥ                         | 38           | 18           | 14           | 6            | 49           | 33           | 68           | 2位          |                        |                          |
| 2003-04  | リーグ・アン                         | 38           | 9            | 11           | 18           | 35           | 57           | 38           | 19位         |                        |                          |
| 2004-05  | リーグ・ドゥ                         | 38           | 20           | 8            | 10           | 51           | 30           | 68           | 2位          |                        |                          |
| 2005-06  | リーグ・アン                         | 38           | 13           | 13           | 12           | 33           | 36           | 52           | 11位         |                        |                          |
| 2006-07  | リーグ・アン                         | 38           | 11           | 16           | 11           | 45           | 46           | 49           | 12位         |                        |                          |
| 2007-08  | リーグ・アン                         | 38           | 14           | 11           | 13           | 46           | 49           | 53           | 9位          |                        |                          |
| 2008-09  | リーグ・アン                         | 38           | 10           | 10           | 18           | 43           | 54           | 40           | 16位         |                        |                          |
| 2009-10  | リーグ・アン                         | 38           | 8            | 8            | 22           | 36           | 59           | 32           | 18位         |                        |                          |
| 2010-11  | リーグ・ドゥ                         | 38           | 17           | 11           | 10           | 48           | 37           | 62           | 4位          |                        |                          |
| 2011-12  | リーグ・ドゥ                         | 38           | 11           | 12           | 15           | 39           | 40           | 45           | 17位         |                        |                          |
| 2012-13  | リーグ・ドゥ                         | 38           | 11           | 7            | 20           | 39           | 62           | 40           | 18位         |                        |                          |
| 2013-14  | メーヌ地域リーグ・Division d'Honneur |              |              |              |              |              |              |              | 1位          |                        |                          |
| 2014-15  | フランスアマチュア選手権2・グループB | 26           | 11           | 6            | 9            | 34           | 28           | 65           | 3位          | ベスト64               |                          |
| 2015-16  | フランスアマチュア選手権2・グループB | 26           | 13           | 4            | 9            | 30           | 26           | 69           | 3位          | 6回戦敗退              |                          |
| 2016-17  | フランスアマチュア選手権2・グループB | 26           | 15           | 6            | 5            | 47           | 23           | 51           | 2位          | 8回戦敗退              |                          |
| 2017-18  | フランス全国選手権2・グループD       | 30           | 18           | 6            | 6            | 59           | 27           | 60           | 1位          | ベスト64               |                          |
| 2018-19  | フランス全国選手権                   | 34           | 16           | 11           | 7            | 38           | 29           | 59           | 3位          | 7回戦敗退              |                          |
| 2019-20  | リーグ・ドゥ                         | 28           | 7            | 5            | 16           | 30           | 45           | 26           | 19位         | ベスト64               | ベスト16                 |
| 2020-21  | フランス全国選手権                   |              |              |              |              |              |              |              | 位           |                        |                          |

## 歴代監督
- Bernard Deferrez (1985-1986)
- クリスティアン・グルキュフ (1986-1989.1、監督兼選手)
- クリスティアン・レタール (1989-1992)
- Thierry Froger (1993-1997)
- スラヴォリュブ・ムスリン (1997)
- Marc Westerloppe (1997-2000)
- Alain Pascalou (2000)
- ティエリ・グデ (2000-2004)
- ダニエル・ジャンデュピュー (2004)
- フレデリック・アンツ (2005-2007)
- ルディ・ガルシア (2007-2008)
- イェヴ・ベルトゥッチ (2008-2009)
- ダニエル・ジャンデュピュー (2009)
- アルノー・コルミエ (2009)
- パウロ・ドゥアルテ (2009)
- アルノー・コルミエ (2009-2011)
- デニス・ザンコ (2012-2013)
- レジ・ブナルドー (2013)
- Stephane Guedet (2013-2014)
- アレクサンダル・クレマン (2014-2015)
- リシャール・ディザイア (2015-2020)
- レジナル・レイ (2020)[2][3]
- ディディエ・オレ＝ニコル (2020-2021)[4][5]

## 歴代所属選手
- リュドヴィク・バール
- レジス・ブナルドー
- グレゴリー・セルダン
- セバスティアン・コルシア
- パトリック・エケング・エケング
- ジャム・ファンショヌ
- ヤニック・フィシェール
- ロラント・ラマー
- モディボ・マイガ
- ディディエ・オヴォノ
- ファブリス・パンクラト
- クリスティアン・ペノー
- ヨアン・プラール
- モルガン・サンソン
- ジャック・ソンゴォ
- オリヴィエ・トマ
- オリヴィエ・トメール
- ハッサン・イェブダ

### GK
- ジャック・ソンゴォ 1992-1993
- ヨアン・プレ　1999-2009

### DF
- ルディ・バタ　1991-1992
- ローラン・ボナール 1998-2007
- タバン・モレフェ　2003-2004
- イブラヒマ・カマラ　2006-2010
- マルコ・バシャ　2005-2008
- サムエル・ブウール 2007-2011

### MF
- 松井大輔　2004-2008
- ステファン・セセニョン　2006-2008
- ヨアン・オートゥクール　1999-2006
- フレデリック・トマ　1999-2006, 2008-2013
- ロマリッチ　2005-2008
- マテュー・クタドゥール 2005-2009

### FW
- ディディエ・ドログバ　1998-2002
- ダニエル・クザン　2000-2004
- イスマエル・バングラ　2005-2007
- トゥーリオ・デ・メロ　2005-2008
- エジナウド・バチスタ・リバノ　2006-2007
- ジェルヴィーニョ　2007-2009
- アントニー・ル・タレク　2007-2010